# 親親，親人
親親，親人(又名錯摸老婆），香港亞洲電視于1996年12月16日-1997年2月7日間播出的半小時處境喜劇，共40集。

## 劇情簡介
吳美麗（李婉華飾）本是一名嗜賭如命的江湖老千，某日被地下錢莊追債時被一名為常溫（歐陽耀麟飾）的男子所救。溫欲帶麗回自己家中躲避，但隨後突然遭遇車禍而變成植物人。麗送溫入院治療後，意外發現溫來自一富裕之家，於是謊稱自己是溫的妻子，企圖騙取常家錢財。誰知麗的詭計被常家媳婦李義娥（謝雪心飾）識破，但娥未向常家人透露此事，反而極力勸說麗留在常家。
溫昏迷後，常家因產業無人打理而沒落。麗對溫心中有愧，且在眾人的勸說下，決定與娥聯手撐起常家的基業。在她們的努力下，常家的狀況漸入佳境。
溫昏迷期間，麗拒絕了追求者的誘惑，與名義上的叔叔常大進（甄志強飾）發展戀情。正當進欲向麗表白之際，溫竟突然蘇醒並認定麗是其妻子。進自覺註定無法與麗走在一起，不辭而別。不顧一切的麗向常家人坦白，甚至離家出走。此時，進亦從外國歸來，卻遲遲未能找到麗。兩人能否終成眷屬？

## 演員表
- 李婉華 飾 吳美麗
- 謝雪心 飾 李義娥
- 劉志榮 飾 常大智
- 甄志強 飾 常大進
- 歐陽耀麟 飾 常　溫
- 廖淑芬 飾 常　桃
- 黃寶欣 飾 常　菲
- 田蕊妮 飾 常　科
- 蔡濟文 飾 戴成功
- 陳麗雲 飾 鄧　好
- 王　薇 飾 譚琪琪(T . K.)
- 劉錫賢 飾 劉枝華
- 宗　楊 飾 余德偉
- 佘文炳 飾 炳　叔
- 梁錦燊 飾 基　叔
- 黃允財 飾 寶劍聲
- 冼灝英 飾 靚　彬
- 李俊德 飾 彬手下
- 陳　銳 飾 阿　雞
- 陳正君 飾 醫　生
- 岑淑姬 飾 護　士
- 秦啟維 飾 Peter
- 黎淑賢 飾 Jackie

## 資料參考
- 親親，親人